# Giuseppe Fanfani
Giuseppe Fanfani (n. 19 aprilie 1947, Sansepolcro, Toscana, Italia) este un politician italian.